# Maresme

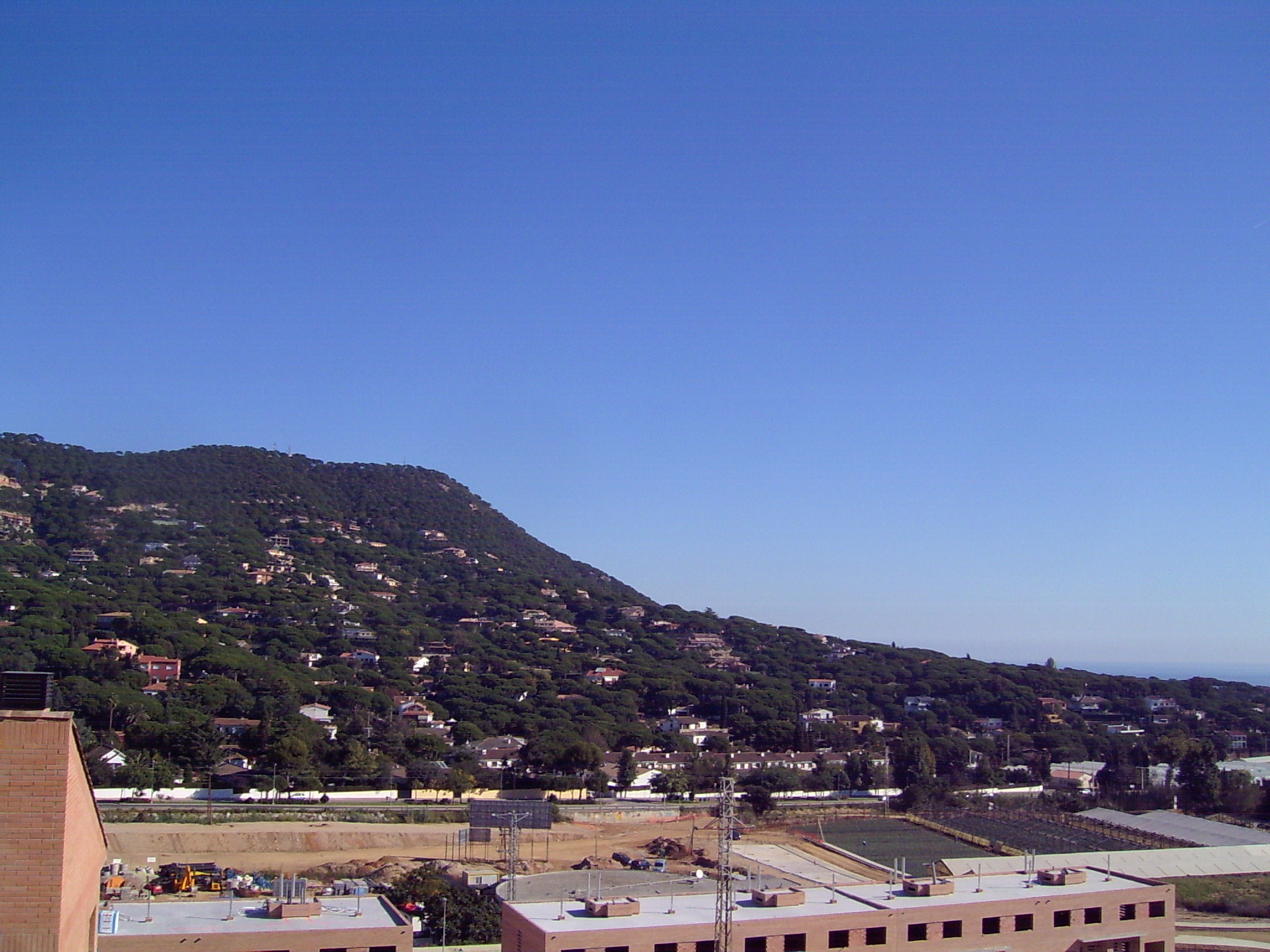
Montcabrer, comarca of the Maresme

Maresme (Catalan: el Maresme, tiếng Tây Ban Nha: Maresme) là một comarca (hạt) của Catalonia, Tây Ban Nha.
Thủ phủ Mataró, đây cũng là thành phố lớn nhất (119.035 người năm 2007).

## Các đô thị
Dân số năm 2007, lấy từ Tây Ban Nha INE, là 414.081 người.
| Đô thị                    | Dân số (2006) |
| ------------------------- | ------------- |
| Alella                    | 8.998         |
| Arenys de Mar             | 14.164        |
| Arenys de Munt            | 7.807         |
| Argentona                 | 11.402        |
| Cabrera de Mar            | 4.269         |
| Cabrils                   | 6.698         |
| Caldes d'Estrac           | 2.672         |
| Calella                   | 18.034        |
| Canet de Mar              | 13.181        |
| Dosrius                   | 4.658         |
| Malgrat de Mar            | 17.822        |
| El Masnou                 | 21.935        |
| Mataró                    | 119.035       |
| Montgat                   | 9.778         |
| Òrrius                    | 487           |
| Palafolls                 | 8.061         |
| Pineda de Mar             | 25.568        |
| Premià de Dalt            | 9.788         |
| Premià de Mar             | 27.590        |
| Sant Andreu de Llavaneres | 9.745         |
| Sant Cebrià de Vallalta   | 3.075         |
| Sant Iscle de Vallalta    | 1.193         |
| Sant Pol de Mar           | 4.904         |
| Sant Vicenç de Montalt    | 5.267         |
| Santa Susanna             | 3.019         |
| Teià                      | 5.969         |
| Tiana                     | 7.417         |
| Tordera                   | 14.017        |
| Vilassar de Dalt          | 8.476         |
| Vilassar de Mar           | 19.052        |